# Евгений Карфагенский
Евгений Карфагенский (V век — около Альби, 505 год) — святой епископ Карфагенский. День памяти — 13 июля.
Во время правления вандалов, народа арианского вероисповедания, карфагенская епархия долгое время оставалась вдовствующей, пока король Хунерих не предоставил жителям возможность назначить своего собственного епископа. Был избран Евгений, благочестивый и благородный человек, которому вскоре пришлось страдать от преследований еретиков и деспотического монарха.
В феврале 484 года Гуннерих организовал собор в Карфагене, на который он созвал всех африканских епископов в надежде на то, чтобы склонить их к арианству. Вместе со многими другими в этом случае Евгений подтвердил свою верность правой вере и, таким образом, подвергся гневу государя: он был заключен в Туррис Тамаллени (Turris Tamalleni в окрестностях нынешнего Кебили) и был помещён под охрану безжалостного Антония, еретического епископа.
После смерти Гуннериха в декабре 484 года Евгений смог вернуться в Карфаген; но восшествие на престол Тразамунда в 496 году принесло другие преследования. Евгений снова был изгнан и оказался в Галлии, где умер в 505 году.
Иное предание гласит, что св. Евгений окончил свое дни в изгнании на острове Бергеджи, где он построил церковь. Говорят, что его мощи, позже перенесенные в Ноли, в церковь Сан-Парагорио, освящённую в честь святого Парагория, чудесным образом снова появились в месте поклонения, которое он основал.